# Lasza Talachadze
Lasza Talachadze (gruz. ლაშა ტალახაძე; ur. 2 października 1993 w Saczchere) – gruziński sztangista startujący w wadze superciężkiej, trzykrotny mistrz olimpijski, siedmiokrotny złoty medalista mistrzostw świata oraz siedmiokrotny złoty medalista mistrzostw Europy.

## Kariera
Na Letnich Igrzyskach Olimpijskich 2016 zakończył rwanie wynikiem 215 kg, na chwilę ustanawiając przy tym rekord świata dotychczas należący do irańskiego sztangisty Behdada Salimiego i wynoszący 214 kg. Irańczyk ok. 2 minuty później pobił ten rekord wyrywając 216 kg. Gruziński zawodnik osiągnął na tych igrzyskach zdecydowanie najlepszy wynik w podrzucie (258 kg), tym samym ustanawiając nowy rekord świata w dwuboju (473 kg) i zdobywając złoty medal olimpijski w najwyższej kategorii wagowej. Na jego zwycięstwo miało wpływ to, iż wszystkie próby w podrzucie Behdada Salimiego zostały zakwestionowane przez sędziów i jury. Podczas mistrzostw Europy w 2017 ustanowił wynikiem 217 kg rekord Europy w rwaniu. Na mistrzostwach świata w Anaheim w 2017 zdobył złoty medal ustanawiając rekordy świata w rwaniu (220 kg) oraz dwuboju (477 kg). Rok później, po zmianie kategorii wagowych, triumfował w mistrzostwach świata w Aszchabadzie w kategorii powyżej 109 kg. Zwyciężał także podczas mistrzostw świata w Houston (2015) mistrzostw świata w Pattayi (2019). Kolejne złoto wywalczył na igrzyskach olimpijskich w Tokio w 2020 roku. W 2021 na mistrzostwach świata uzyskał w dwuboju wynik 492 kg i otrzymał złoty medal.

Lasza Talachadze na Letnich Igrzyskach Olimpijskich 2016
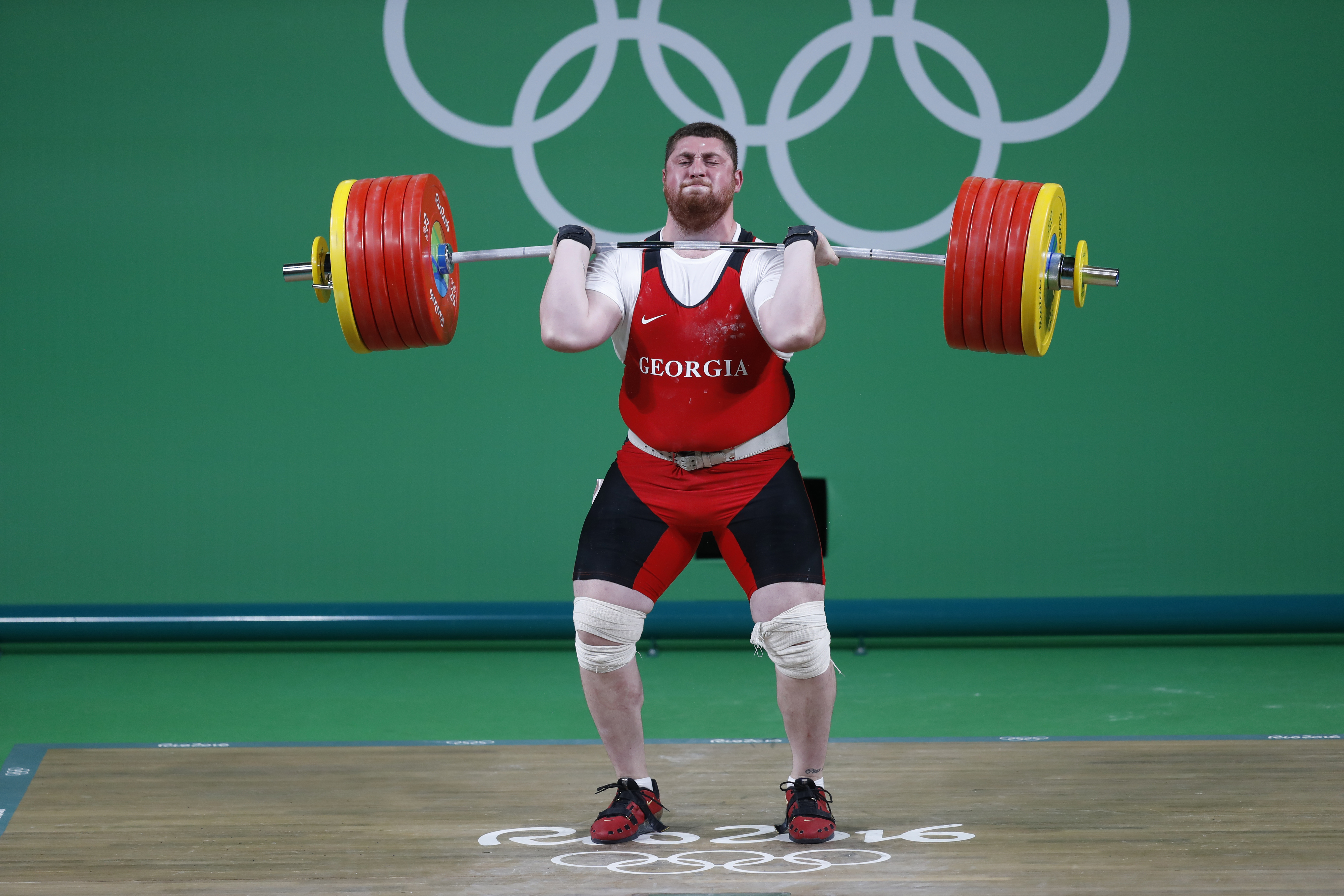
Mistrzowski podrzut
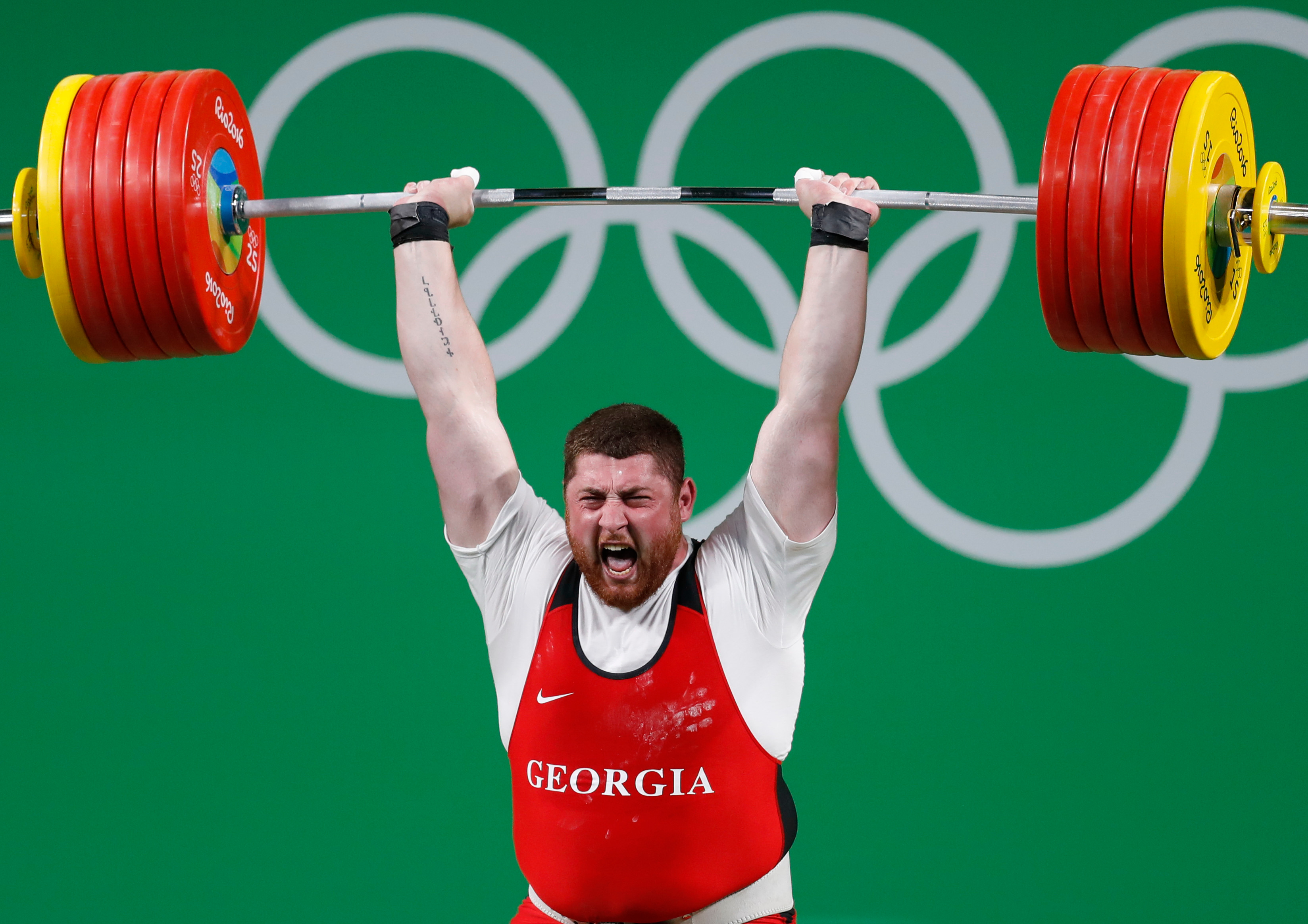
Mistrzowski podrzut (2)
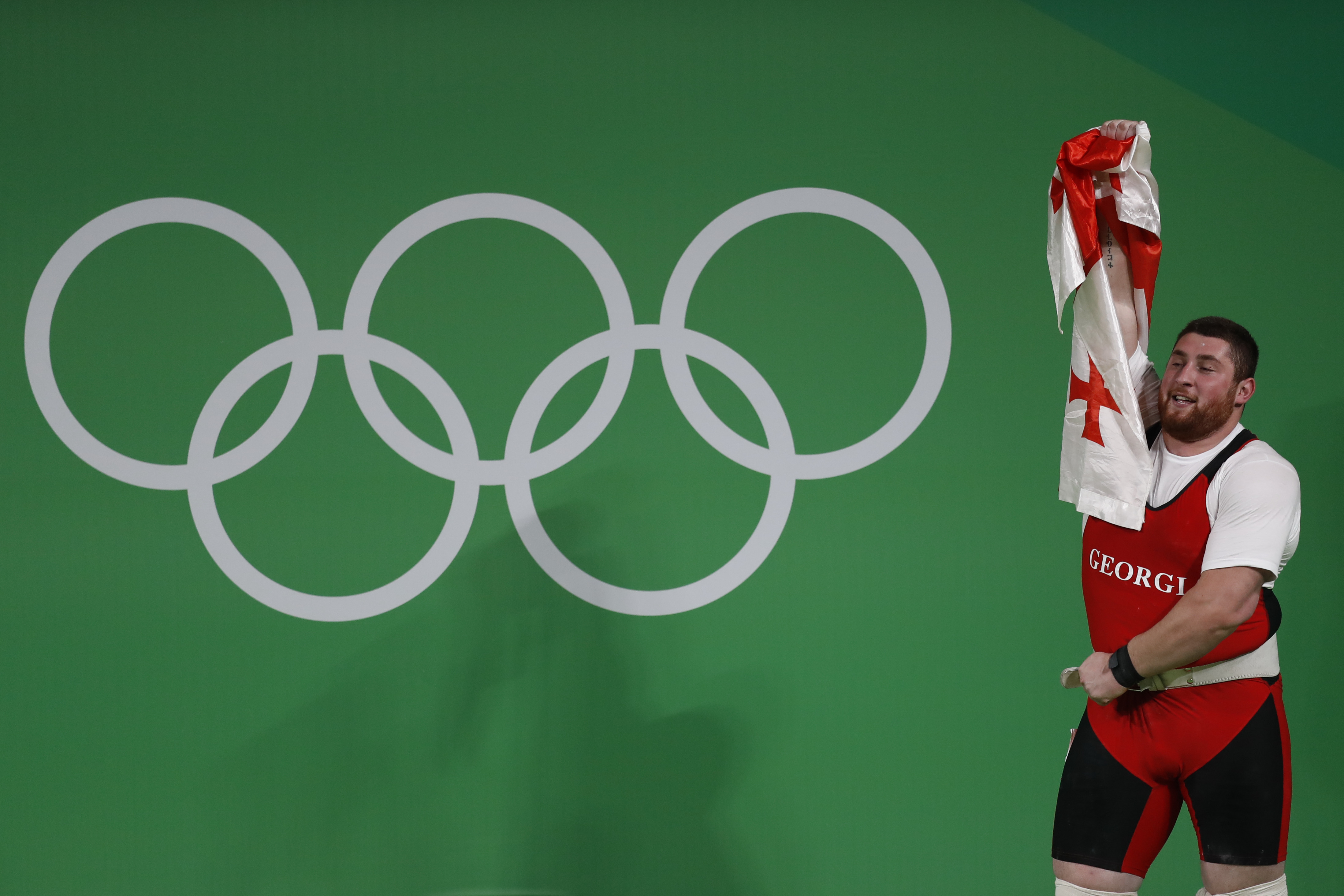
Lasza Talachadze prezentuje flagę Gruzji